# Parc national du Synevyr
Le parc national de Synevyr (en ukrainien : Синевир (національний природний парк)) est un parc national situé dans l’oblast de Transcarpatie en Ukraine.

Son logo.

D'une taille de 40 400 hectares il est créé en 1974 et classé en 2004. Il fait partie des forêts primaires de hêtres des Carpates et d'autres régions d'Europe qui sont sur la liste du patrimoine mondial de l'UNESCO et regroupe les sites de Darvaika (1 588,46 hectares), Kvasovets (561,62 hectares), Strymba (260,65 hectares) et Vilchany (454,31 hectares).

## Écologie
Le parc contient une flore et une faune variées. Ses attractions comprennent le lac Synevyr et un sanctuaire d’ours bruns.
Le parc national de Synevyr abrite des ours bruns, des loups, des sangliers, des lynx, des loutres, des blaireaux et des hermines. Parmi les oiseaux, on trouve des grands tétras, des buses, plusieurs espèces de hiboux, diverses espèces de pics et le merle à plastron. Parmi les poissons, la truite, l’ombre et le vairon se trouvent dans les ruisseaux de montagne. Les amphibiens du parc comprennent la salamandre tachetée et les tritons des Carpates et des Alpes.

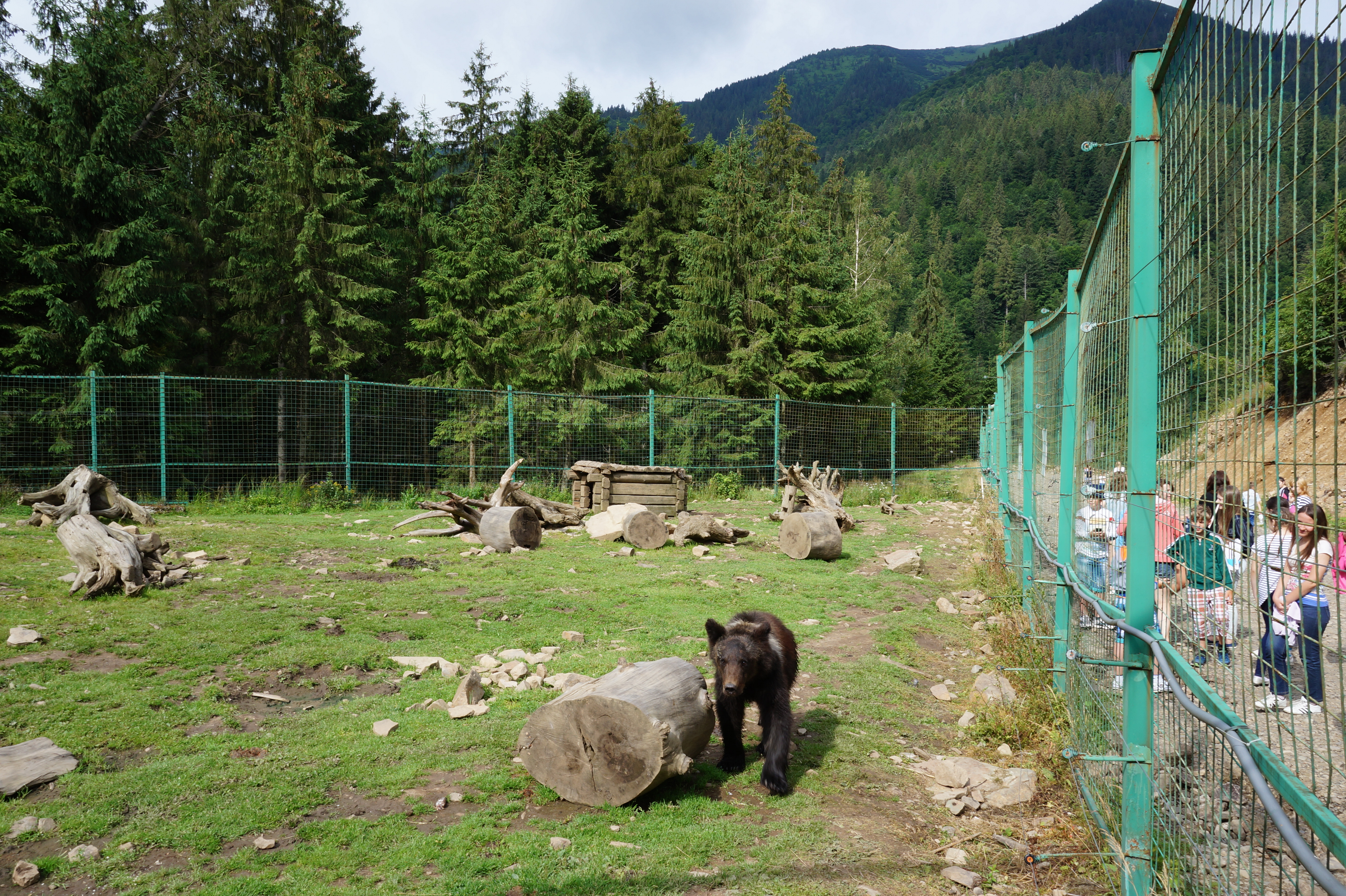
Parc d'ours.
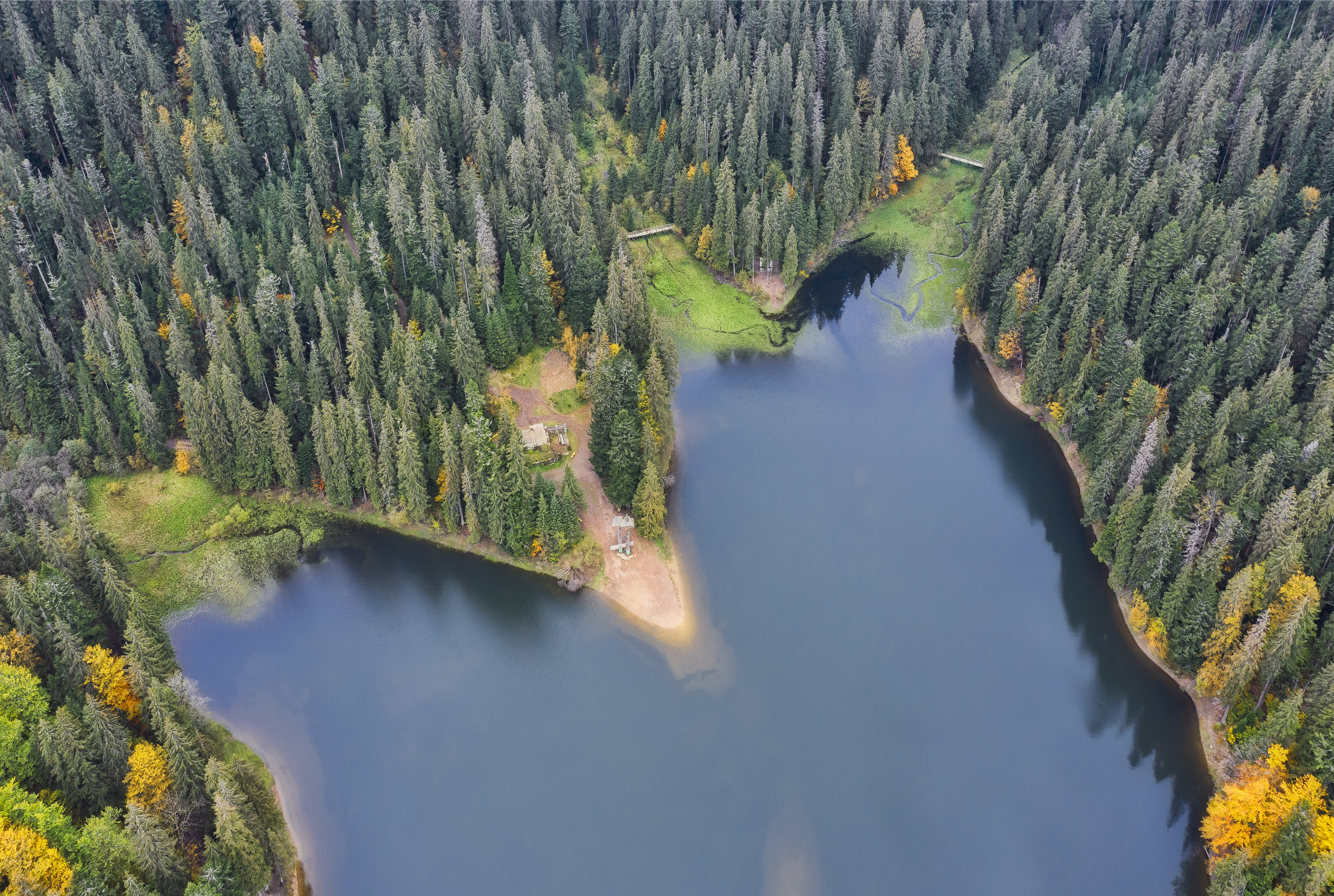
Lac Synevyr.
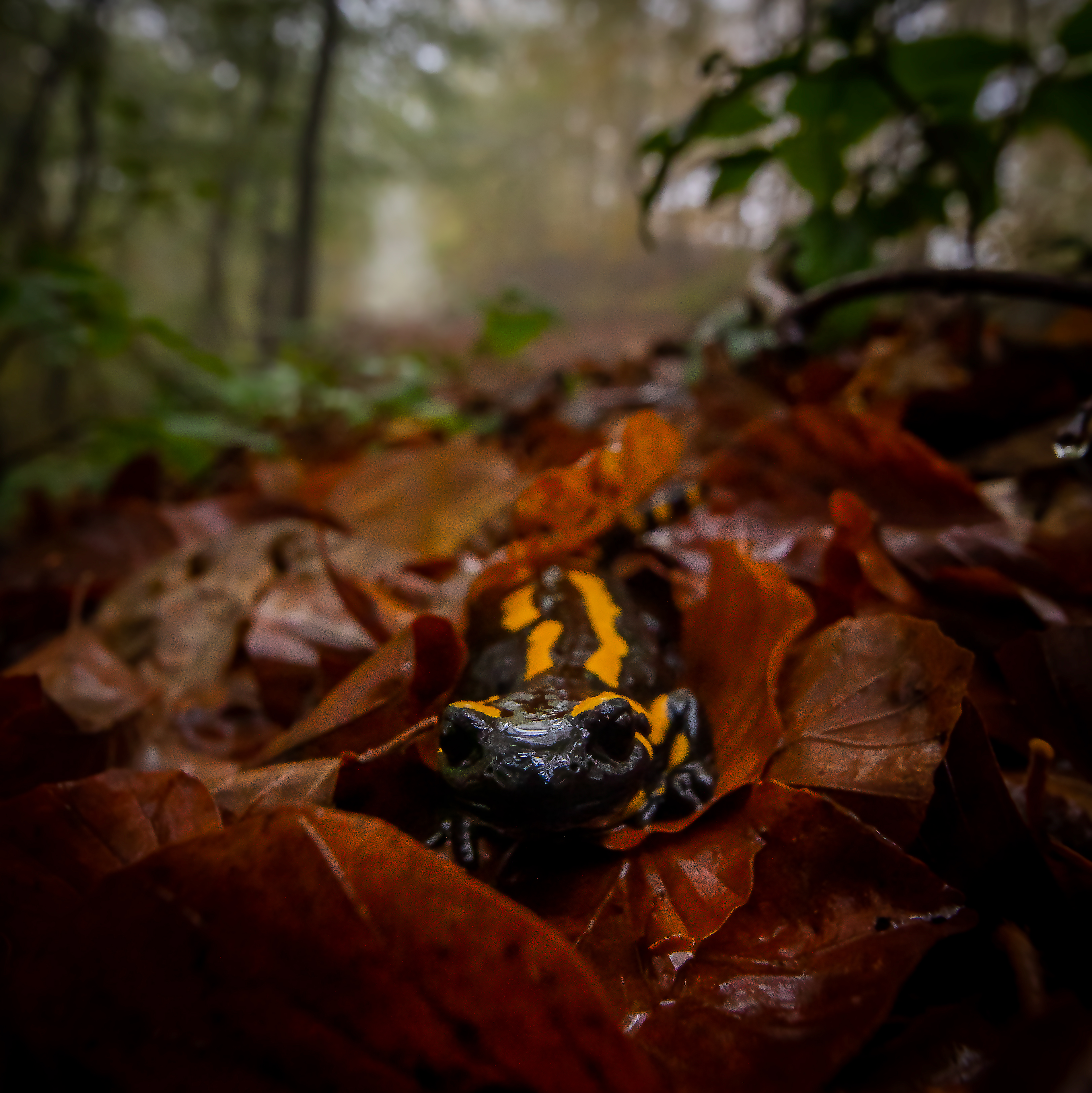
Salamandre.
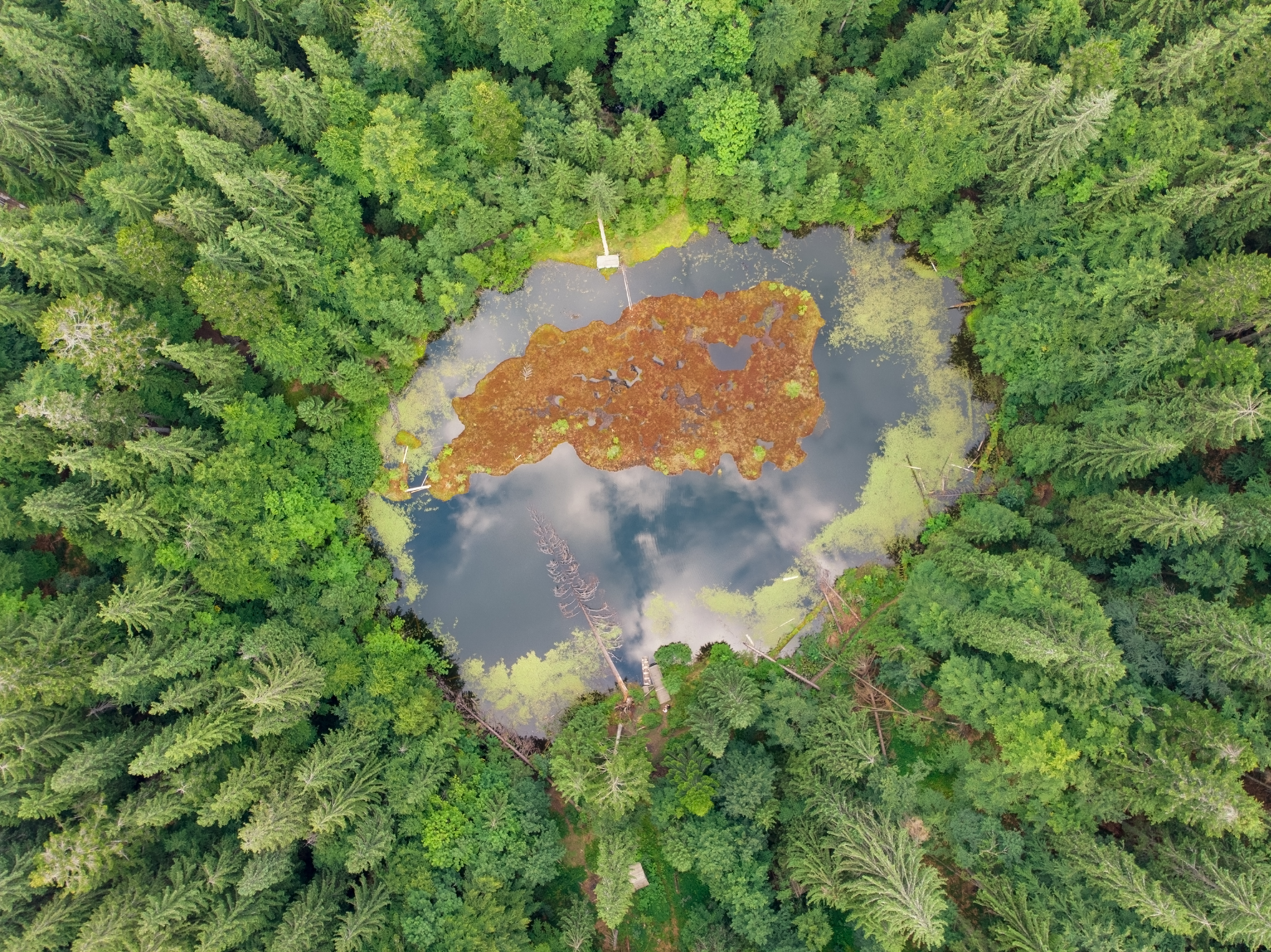
Ozirtze vue du dessus, réserve naturelle[9].
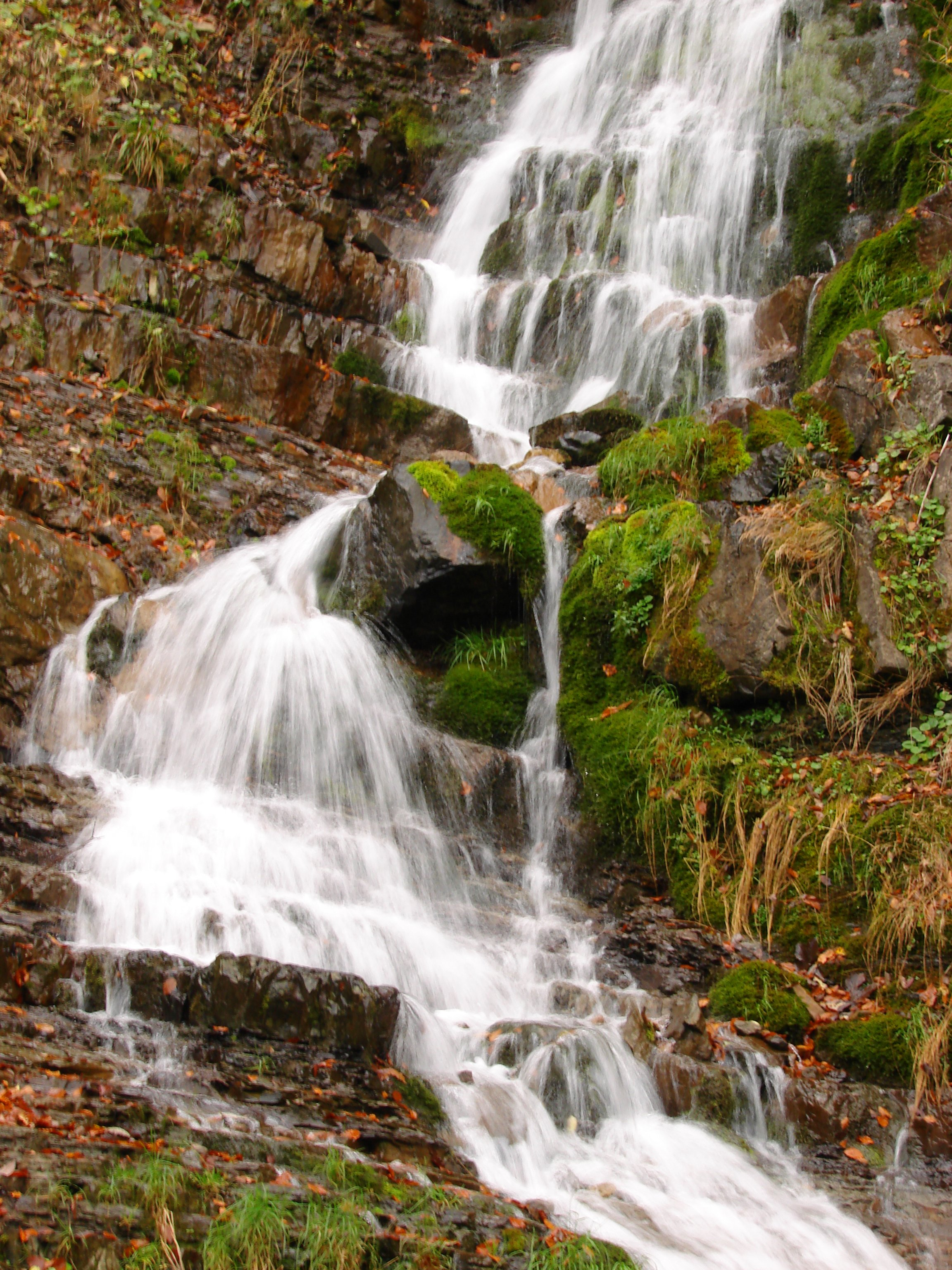
Chute d'eau de Kamianka.
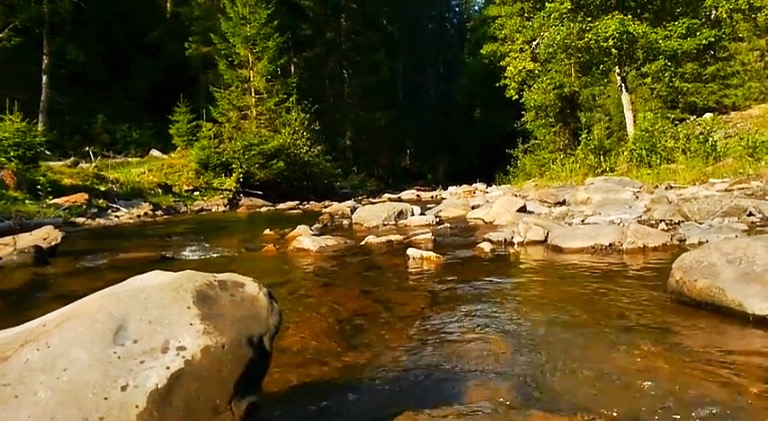
Kantina, réserve naturelle[10].